# Ikuo Takahara
Ikuo Takahara (14 ottobre 1957) è un ex calciatore giapponese, di ruolo attaccante.

## Statistiche

### Presenze e reti nei club
| Stagione | Squadra       | Campionato | Campionato | Campionato |
| Stagione | Squadra       | Comp       | Pres       | Reti       |
| -------- | ------------- | ---------- | ---------- | ---------- |
| 1976     | Mitsubishi HI | JSL1       | 0          | 0          |
| 1977     | Mitsubishi HI | JSL1       | 2          | 1          |
| 1978     | Mitsubishi HI | JSL1       | 10         | 3          |
| 1979     | Mitsubishi HI | JSL1       | 17         | 4          |
| 1980     | Mitsubishi HI | JSL1       | 18         | 3          |
| 1981     | Mitsubishi HI | JSL1       | 17         | 4          |
|          | Totale        |            | 64         | 15         |